# 海軍陸戦隊
大日本帝国海軍陸戦隊（だいにっぽんていこくかいぐんりくせんたい、旧字体：大日本帝󠄁國海󠄀軍陸戰隊󠄁）は日本海軍が編成した陸上戦闘部隊である。単に陸戦隊と呼ぶこともある。元々は常設の部隊ではなく、艦船の乗員などの海軍将兵を臨時に武装させて編成することを原則としたが、1930年代には常設的な部隊も誕生した。

## 沿革
西洋諸国の海軍では、軍艦の操作を担当する水兵とは別に、戦闘を担当する海兵隊という制度を有していた。これは現在のアメリカ海兵隊のような水陸両用戦部隊ではなく、海上戦闘で敵艦船への強行接舷後に強行移乗・制圧を行う部隊で、陸軍よりも即応性の高い陸上戦闘部隊としても使用された。西洋式海軍の建設を始めた日本でも、当初はイギリス海軍にならい、海軍の兵科として海兵隊が置かれた。しかし、「強行移乗による制圧は時代遅れである」との声で1876年（明治9年）に廃止され、海兵軍楽隊のみが軍楽科として存続した。
他方、日本海軍では海兵隊のほかに、必要に応じて一般の水兵を武装させて陸上戦闘に充てることがあり、これを海軍陸戦隊と呼んでいた。海兵隊の廃止後は、海軍陸戦隊のみが陸上戦闘を受け持つことになり、その一般規定として1886年（明治19年）11月5日に「海軍陸戦隊概則」が定められた。海軍陸戦隊は常設でなく、艦艇の乗組員から必要に応じ陸戦隊を臨時に編成するものとされた。これに対して鎮守府などの陸上部隊の人員で地上戦闘部隊を作ることもあり、特に特別陸戦隊と呼んだ。
海軍陸戦隊は、1877年（明治10年）の西南戦争などで機動力を生かし鎮圧に功績を挙げた。日露戦争では、仁川上陸作戦などの上陸作戦で陸軍を支援したほか、陸揚げした艦載砲と乗組員で臨時に編成された海軍陸戦重砲隊が、旅順攻囲戦に参加した。第一次世界大戦時にも青島攻略戦に重砲隊を参加させたほか、艦船陸戦隊と6個特別陸戦隊によるドイツ領南洋諸島の占領や、シンガポールで発生したイギリス軍インド人兵士の反乱鎮圧などに従事した。二・二六事件の際は横須賀鎮守府および艦艇の乗員で編成された陸戦隊を動員し反乱軍に対抗することが、横須賀鎮守府参謀長の井上成美により計画され、横須賀鎮守府長官の米内光政の決裁により、臨時に艦艇乗組員を中心とする海軍陸戦隊が組織され、横須賀鎮守府を中心とする地域の警備を担当するため、武装して上陸した。
また、国際的には、在外公館の警備や自国民保護には陸軍部隊ではなく海兵隊を使用することが常であり、日本も特に清国、中華民国における在外公館や居留民の保護に海軍陸戦隊が活躍した。義和団の乱では、戦闘激化直前に砲艦愛宕から派遣された25名の陸戦隊が、篭城戦での貴重な兵力となった。1920年の尼港事件では全滅するまで戦い在留邦人と運命をともにした。第一次上海事変では上海陸戦隊が編成され大規模な戦闘に投入された。上海事変を受けて1932年には「海軍特別陸戦隊令」が制定され、上海海軍特別陸戦隊は正式な常設部隊となった。5年後の第二次上海事変でも、上海海軍特別陸戦隊を中心に多数の陸戦隊が戦った。上海での一連の戦闘は陸戦隊にとって重要な戦訓とされ、装甲車両や短機関銃の導入、市街地の警備戦闘能力の重視といった影響が生じた。
太平洋戦争では戦域が拡大するにつれ、島嶼や局地防衛の必要から、特別陸戦隊のほか警備隊や防衛隊などの名称で陸戦隊が次々と編成された。また、海軍独自の空挺部隊（パラシュート部隊）（陸軍の空挺部隊とともに空の神兵の愛称）や戦車部隊も保有した。空挺部隊は1942年1月にセレベス島メナドで日本最初の落下傘降下作戦を実施し、指揮官の堀内豊秋中佐はその功を讃えられ、特別に昭和天皇に拝謁した。終戦前には本土決戦に向けて艦艇部隊などの多くが陸戦隊に改編され、総兵力は10万人に達していた。
このように、日本海軍の陸戦隊は拡充を続けたものの、アメリカ海兵隊の様に陸・海軍から独立した軍種となることはなかった。太平洋戦争前に、常設の地上戦部隊として海兵隊を復活させることなどが陸戦隊関係者から提案されていたが、結局採用されなかった。海軍内で陸戦隊はあくまで二義的な任務として捉えられ、一般的な海軍士官にとって根拠地隊などの常設的性格の陸戦隊への配置は、左遷に近い扱いであった。

## 編制

### 艦船乗員による陸戦隊

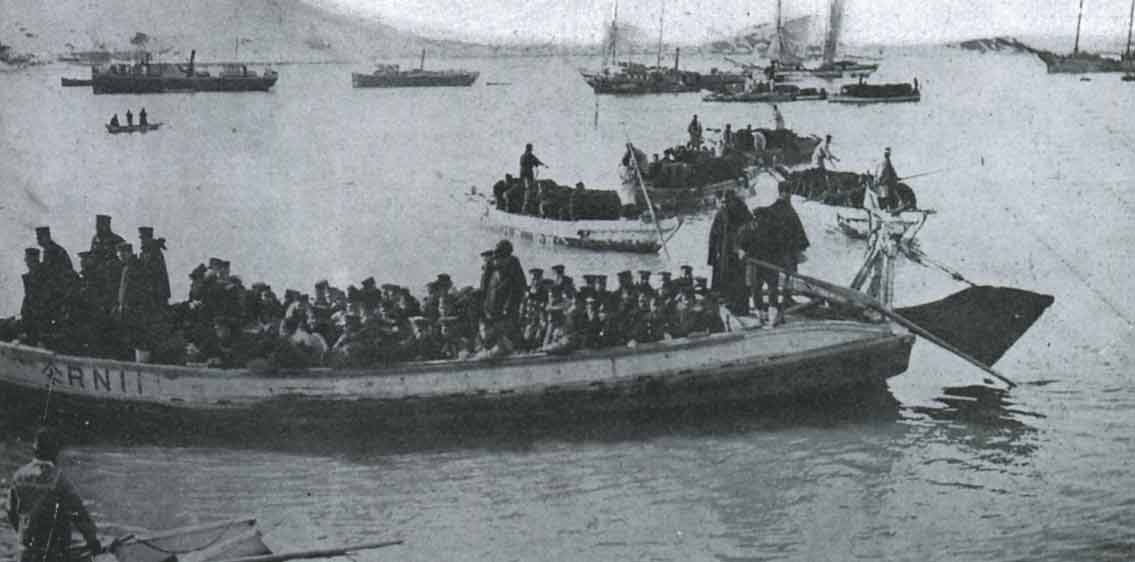
日露戦争で仁川に上陸する陸戦隊、1904年2月

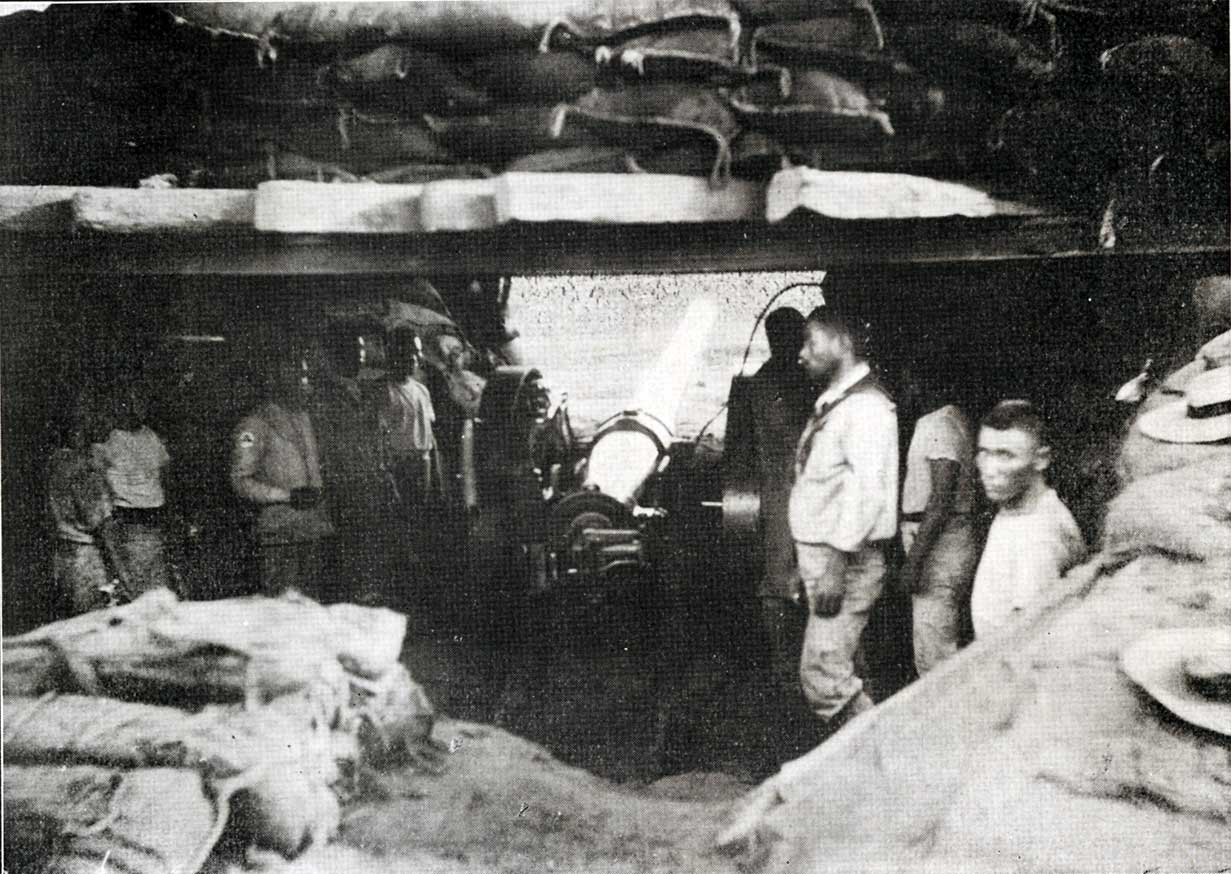
日露戦争時の海軍陸戦重砲隊

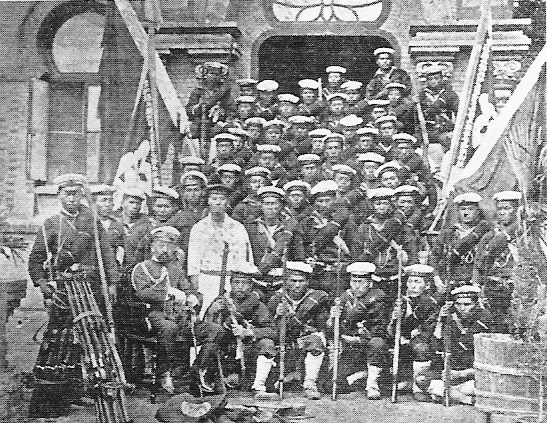
義和団の乱に出動した陸戦隊

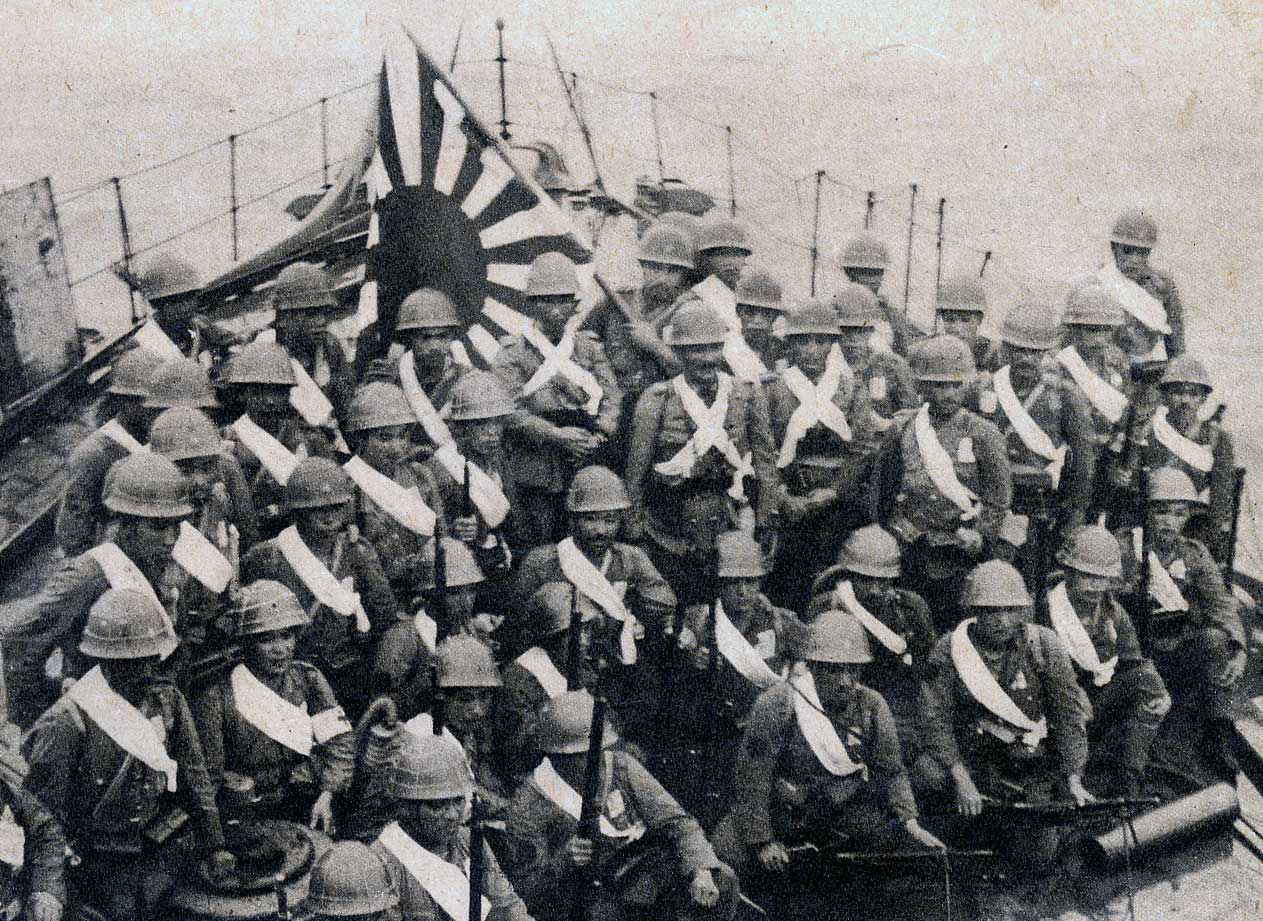
安慶攻略に艦上で上陸命令を待つ陸戦隊、1938年6月11日

海兵隊廃止後は専ら陸戦隊が海軍の陸上戦闘機能を担うこととなった。そのため、艦艇乗組員のうち必要数をあらかじめ陸戦隊要員として指定しておき、有事の際に「陸戦用意」の命令のもと武装し臨時の陸戦隊を編成した。これを陸戦隊部署と呼んだ。艦・戦隊・艦隊ごとに編成計画を定めてあり、1935年（昭和10年）頃の連合艦隊所属艦の例では駆逐艦なら各艦1個分隊（10人弱）、巡洋艦で1-2個小隊（4-8個分隊=40-80人）、戦艦で1個中隊（4個小隊=約160人）が標準的な編制であった。これらを束ねて戦隊で1個大隊、艦隊で数個大隊から成る連隊級の「連合陸戦隊」を編成した。編成する陸戦隊の規模は状況によって変更され、1943年（昭和18年）頃の第2艦隊隷下の水雷戦隊では、第1編制（528人）から第3編制（1268人）まで3パターンの連合陸戦隊が規定されていた。単艦ごとの部隊は艦名を付して「軍艦長門陸戦隊」、連合陸戦隊ならば「第一艦隊連合陸戦隊」というような呼び方をするのが通常である。
当初の海軍陸戦隊概則では、銃隊と砲隊から成るものと規定された。歩兵に相当する銃隊が基幹で、重機関銃装備の機銃隊が状況によって編成されるほか、附属隊と総称される工作隊・通信隊・医務隊・主計隊などの支援組織が随伴した。銃隊・機銃隊は専門的な陸戦訓練を受けている砲術科の人員を中核として編成され、附属隊は工作兵・通信兵などの各専門兵科の人員で構成された。
艦隊とともに速やかに派遣して警備任務を行うのに適していた。もっとも、本格的に地上戦闘訓練を受けているわけではないため、戦力として強力とは言い難かった。また、陸戦隊上陸中は艦内の配置人員が不足して艦の作戦行動に支障が生じるおそれがあり、例えば前述の第2艦隊水雷戦隊の第3編制の場合、全乗員の約25%が陸戦隊として上陸してしまった状態になる。さらには艦船乗員として高度な技術を身に付けた水兵を消耗する恐れもあった。
なお、太平洋戦争（大東亜戦争）中には、沈没艦の乗員が再編成されて陸戦隊として地上戦に投入された場合がある。その場合も、旧乗艦ごとに小隊・中隊を組織することが多かった。

### 特別陸戦隊

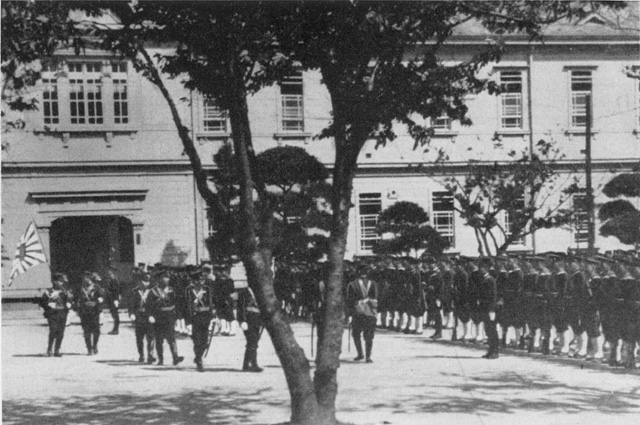
ミッドウェー島攻略作戦に出動する呉鎮守府第6特別陸戦隊

特別陸戦隊とは、艦船乗員ではなく、鎮守府の海兵団など陸上部門の人員をもとに編成する陸戦隊のことである。艦船陸戦隊を長期行動させることには前述のように支障があることから、より長期間の陸上戦闘に対処するため編成される。日中戦争から太平洋戦争（大東亜戦争）にかけてのものは、後述の上海海軍特別陸戦隊を除くと「特設艦船部隊令」（1936年改正）に基づいて編成され、正式には特設鎮守府特別陸戦隊と呼ぶ。臨時に編成される特設部隊の建前ではあったが、中国情勢の緊迫化で陸戦隊の需要が増えたために事実上の常設部隊としての性格を持つようになった。第二次世界大戦期には上陸作戦や占領地の守備に任ずる専門の陸戦隊として運用された。太平洋戦争（大東亜戦争）中には、目標地点占領後に、固定的な警備隊や根拠地隊へ改編されたものも多い。特設鎮守府特別陸戦隊は、太平洋戦争（大東亜戦争）開戦時には特別陸戦隊11個、終結時には連合特別陸戦隊11個と特別陸戦隊54個が存在した。
特設鎮守府特別陸戦隊は、所属する鎮守府等の名称と番号を組み合わせて「横須賀鎮守府第三特別陸戦隊」（横三特）などの部隊名で呼ばれる。司令は中佐が多い。特設艦船部隊定員令による模式的な編制は、本部中隊と銃隊2個中隊（各小銃4個小隊と機銃小隊）及び特科隊からなる歩兵大隊相当の編成であるが、実際の編制はかなり多様である。太平洋戦争（大東亜戦争）初期には、2～3個小銃中隊と1～2個機銃中隊、砲隊を持つ1000～1500人規模の例が多かった。中には砲兵隊や戦車隊、海軍空挺部隊としての編制をとるものもあった。呉鎮守府第101特別陸戦隊に代表される「S特別陸戦隊」の秘匿名を与えられた特殊部隊も作られた。特別陸戦隊の場合も、複数が集まり、または防空隊などと組み合わされて「連合特別陸戦隊」となる場合がある。
特別陸戦隊は専門の地上戦闘部隊として戦車や機関短銃などの充実した装備を保有し、陸戦隊の中では高い練度を誇る精鋭とされた。ただし、若くて健康な現役兵や志願兵は艦船や航空隊に優先配分されたため、特別陸戦隊配属は予備役など高齢者や身体能力に劣る者が中心で、人員の素質の面では優れているとは言えない。例えば、日中戦争中に編成されて太平洋戦争（大東亜戦争）でもアンボンの戦いなどに参加した呉第一特別陸戦隊の場合、年齢37歳の大正12年徴兵者まで混じっていた。ラビの戦いに参加した特別陸戦隊も30歳以上の老兵が多かった。
上海海軍特別陸戦隊は、鎮守府所属ではなく上海に駐留するために編成された官衙たる常設部隊である。1927年より上海に駐留していた陸戦隊（鎮守府から派遣されていた特別陸戦隊2個大隊及び戦車隊等）を、第一次上海事変の起きた1932年に独立の特別陸戦隊として整理した。司令官は少将か大佐、複数大隊編制で特別陸戦隊と比べ大規模である。人員は各鎮守府から派出された。

#### 連合特別陸戦隊の一覧
- 名称付き
  - 横須賀連合特別陸戦隊
  - 呉連合特別陸戦隊
  - 佐世保連合特別陸戦隊
  - 舞鶴連合特別陸戦隊
  - 大湊連合特別陸戦隊
  - 鎮海連合特別陸戦隊
- 番号付き
  - 第1連合特別陸戦隊
  - 第2連合特別陸戦隊
  - 第7連合特別陸戦隊
  - 第8連合特別陸戦隊

#### 特別陸戦隊の一覧
- 横須賀鎮守府
  - 横須賀鎮守府第1特別陸戦隊
  - 横須賀鎮守府第2特別陸戦隊
  - 横須賀鎮守府第3特別陸戦隊
  - 横須賀鎮守府第4特別陸戦隊
  - 横須賀鎮守府第5特別陸戦隊
  - 横須賀鎮守府第6特別陸戦隊
  - 横須賀鎮守府第7特別陸戦隊
  - 横須賀鎮守府第8特別陸戦隊
  - 横須賀鎮守府第11特別陸戦隊
  - 横須賀鎮守府第12特別陸戦隊
  - 横須賀鎮守府第13特別陸戦隊
  - 横須賀鎮守府第14特別陸戦隊
  - 横須賀鎮守府第15特別陸戦隊
  - 横須賀鎮守府第16特別陸戦隊
- 呉鎮守府
  - 呉鎮守府第1特別陸戦隊
  - 呉鎮守府第2特別陸戦隊
  - 呉鎮守府第3特別陸戦隊
  - 呉鎮守府第4特別陸戦隊
  - 呉鎮守府第5特別陸戦隊
  - 呉鎮守府第6特別陸戦隊
  - 呉鎮守府第7特別陸戦隊
  - 呉鎮守府第8特別陸戦隊
  - 呉鎮守府第11特別陸戦隊
  - 呉鎮守府第12特別陸戦隊
  - 呉鎮守府第101特別陸戦隊
- 佐世保鎮守府
  - 佐世保鎮守府第1特別陸戦隊
  - 佐世保鎮守府第2特別陸戦隊
  - 佐世保鎮守府第3特別陸戦隊
  - 佐世保鎮守府第4特別陸戦隊
  - 佐世保鎮守府第5特別陸戦隊
  - 佐世保鎮守府第6特別陸戦隊
  - 佐世保鎮守府第7特別陸戦隊
  - 佐世保鎮守府第8特別陸戦隊
  - 佐世保鎮守府第9特別陸戦隊
  - 佐世保鎮守府第11特別陸戦隊）
  - 佐世保鎮守府第12特別陸戦隊
  - 佐世保鎮守府第101特別陸戦隊
- 舞鶴鎮守府
  - 舞鶴鎮守府第1特別陸戦隊
  - 舞鶴鎮守府第2特別陸戦隊
  - 舞鶴鎮守府第3特別陸戦隊
  - 舞鶴鎮守府第4特別陸戦隊
  - 舞鶴鎮守府第5特別陸戦隊
  - 舞鶴鎮守府第6特別陸戦隊
- 大湊警備府
  - 大湊警備府第1特別陸戦隊
  - 大湊警備府第2特別陸戦隊
  - 大湊警備府第3特別陸戦隊
- 鎮海警備府
  - 鎮海警備府第1特別陸戦隊
  - 鎮海警備府第2特別陸戦隊

#### その他
- 上海特別陸戦隊
- 漢口特別陸戦隊

### 警備隊
警備隊は、占領地の防衛・治安任務のために編成された専門の陸上部隊である。特別陸戦隊と異なり機動的な運用は想定されていない。純粋な陸戦隊である陸上警備科（陸警科）と、沿岸用の小型艇を持つ水上警備科（水警科）から成り、規模は中隊から大隊相当で多様、司令は中佐か大佐が一般的であった。太平洋戦争（大東亜戦争）中には特別陸戦隊を改編するなどして多数が編成され、根拠地隊（後述）や各艦隊の隷下に置かれた。場合によっては若干の艦艇部隊が付属したり、港務管理を担当して小規模な根拠地隊のような機能を果たすこともあった。
部隊名称は「硫黄島警備隊」のように所在地名を冠するものと、「第九警備隊」（九警）のように番号のみのものがあった。太平洋戦争（大東亜戦争）終結時には118隊があった。

### 防空隊

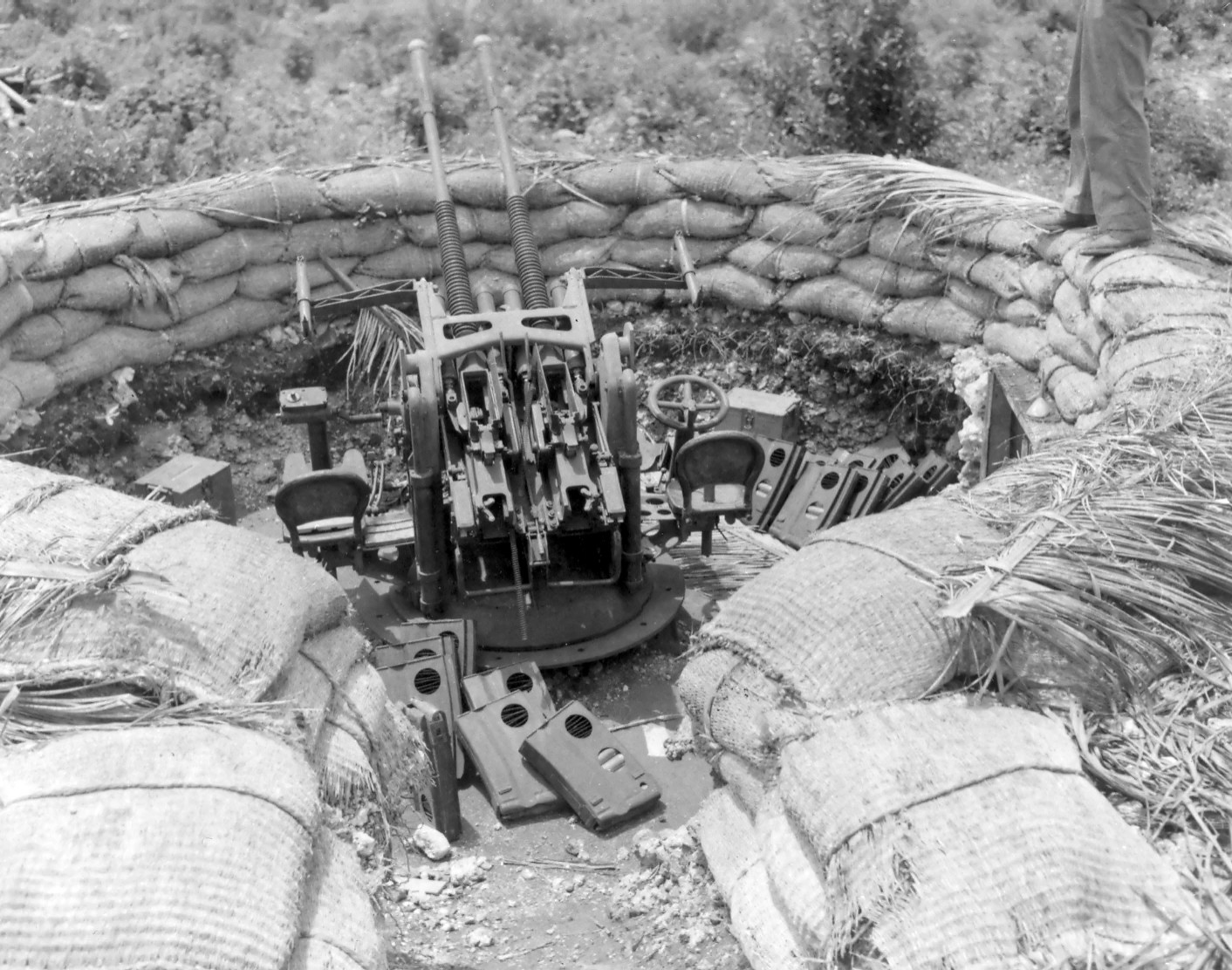
グァム島に配備されていた海軍25mm対空機銃

地上戦闘ではなく、基地の防空を任務とする高射砲兵部隊である。甲編制（高角砲8門）、乙編制（対空機銃24門）、丙編制（高角砲4門・機銃12門）の3種が存在した。多数が編成されたが、太平洋戦争（大東亜戦争）後期には全て解隊されて警備隊などに編入された。高角砲を対戦車砲に転用して地上戦に参加することも多かった。

### 根拠地隊・特別根拠地隊
拠点を臨時の海軍基地として防衛、管理運営する組織である。根拠地隊は正式には特設根拠地隊の名称で、特設艦船部隊令にもとづいて編成される。他方、特別根拠地隊は特別根拠地隊令に基づくもので、特根と略称される。任務は近似するが編制が異なり、前者は司令官の下に参謀長・参謀・副官などが置かれた艦隊司令部類似、後者は司令官の下に副長・科長・分隊長などが置かれた軍艦類似の組織形態である。
純粋な陸戦隊ではなく、艦艇部隊や港務部・通信隊などの非戦闘的な陸上部隊を有しているが、基地防衛任務のために陸戦用の警備隊や防空隊、防備隊なども指揮下に収めていることがある。例えばビアク島駐留の第28特別根拠地隊は、第18警備隊・第19警備隊などを有した。タラワ島駐留の第3特別根拠地隊のように、陸上警備科として根拠地隊直轄の地上戦闘員を有する場合もある。マニラの戦いの中心となった「マニラ海軍防衛隊」は、第31特別根拠地隊を基幹部隊としていた。

### その他
- 鎮守府・要港部などの防備隊の一部として置かれたものもあった。
- 太平洋戦争（大東亜戦争）期には、各鎮守府の海兵団から実戦機能を独立させて陸上警備隊が編成された。
- 大地震・反乱などの事件に際し、近在の海軍官衙・学校の要員で治安任務の陸戦隊を臨時に編成したこともあった[7]。
- 太平洋戦争（大東亜戦争）後期には、拠点防衛のため、通信隊や飛行場要員、設営隊などを現地で再編成して陸戦隊とした例が多く見られたが、武器も訓練も著しく不足しており戦力は低かった。部隊名称としては、所在地の地名を冠して「マニラ海軍防衛隊」というような呼称が多い。

## 装備

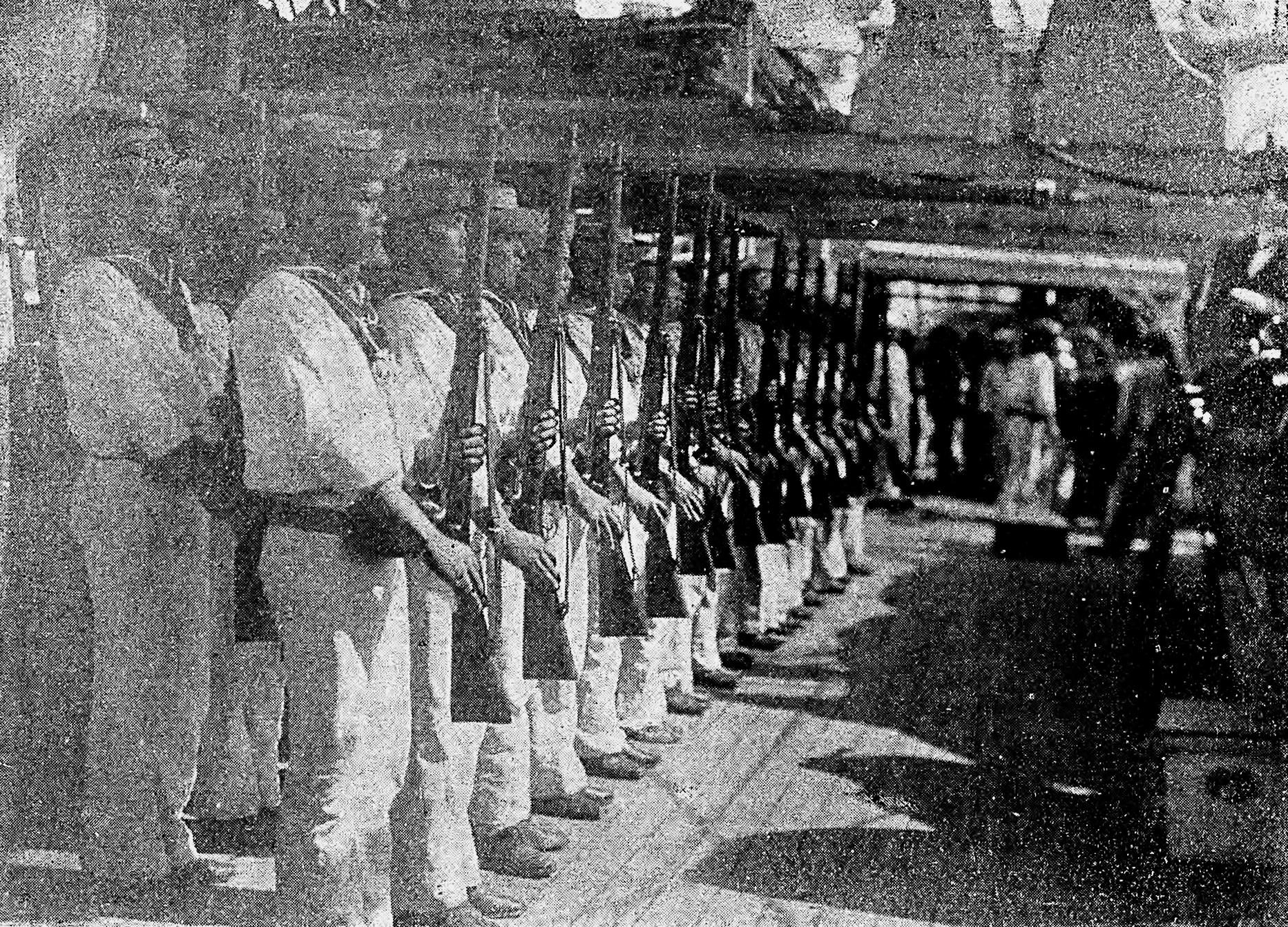
二十二年式村田連発銃を所持する兵

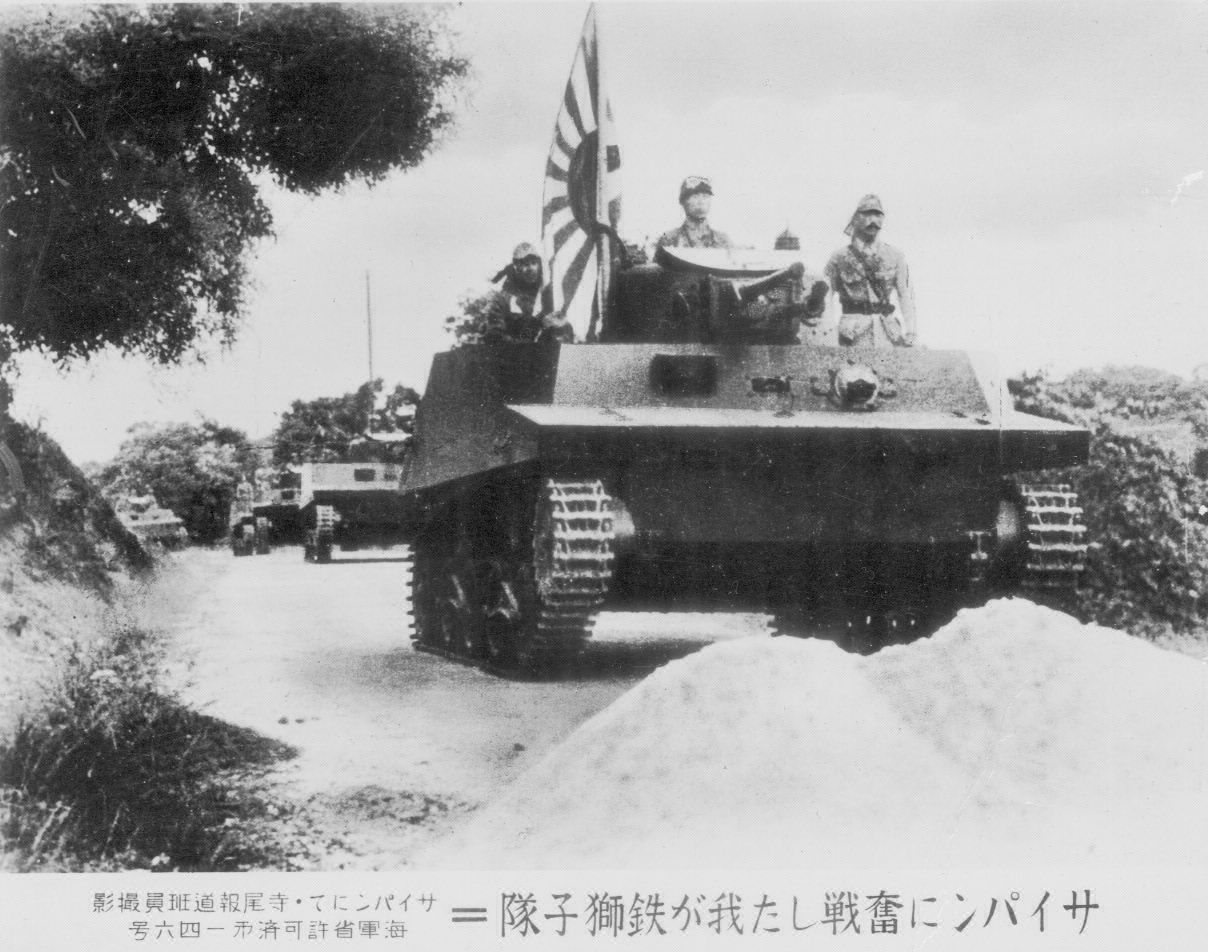
サイパン島の特二式内火艇

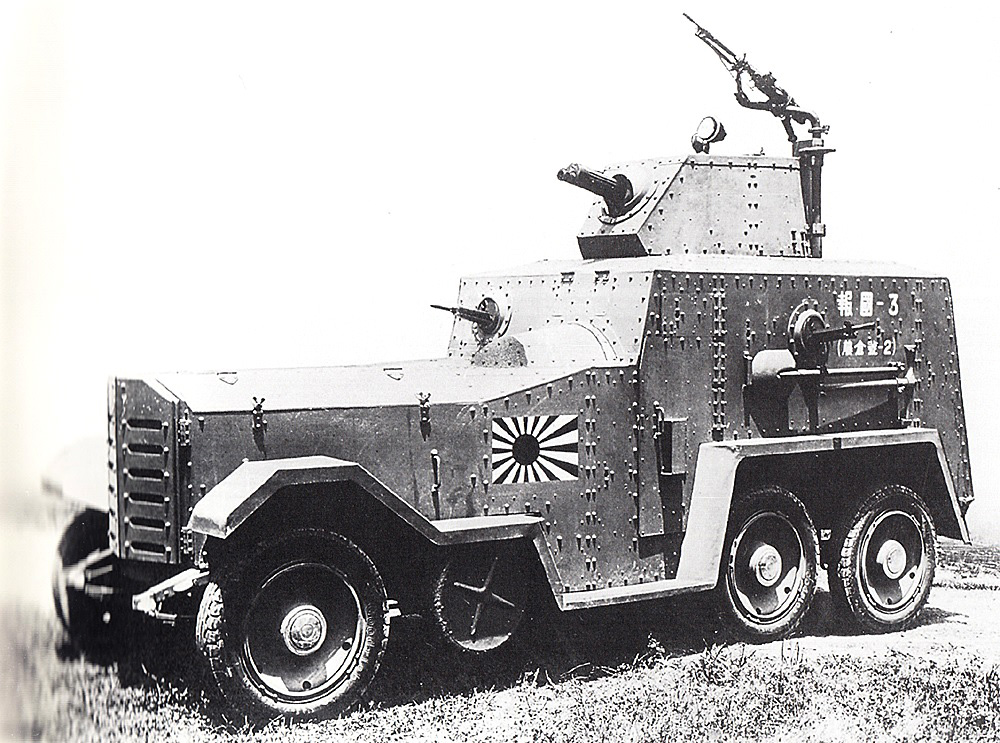
九三式装甲自動車

小銃や機関銃、擲弾筒、九四式三十七粍砲などの主要火器は、陸軍と共通であった。九五式軽戦車などの装甲戦闘車両も陸軍と共用のものがあった。完全にそのままではなく仕様変更を加えた、三十五年式海軍銃（陸軍三十年式歩兵銃を改良）、短十二糎自走砲（九七式中戦車を改良）のような例もある。海軍独自の兵器としては、ベルグマン機関短銃（正式には「自動拳銃」）や九三式装甲自動車などの装輪装甲車といった中国方面での劣兵力での市街戦に備えたものが特徴的なほか、特二式内火艇以下の水陸両用戦車を開発しており、また九六式二十五粍機銃など陸揚げした艦載火器を装備することも多かった。特別陸戦隊の装備火器を日本陸軍の同規模部隊と比べると、大口径の機関砲や装甲戦闘車両などが比較的充実していた。反面、肝心の小銃や軽・重機関銃は慢性的に不足しており、陸軍からイ式小銃などの余剰装備を提供されたり、ラバウル要塞では現地の第8方面軍司令官今村均大将の配慮により、陸軍在庫の新品小銃を多数都合してもらっている。
兵の服装は艦上勤務と同じセーラー服であったが、野戦用には色彩が目立ちすぎたため、日露戦争時や上海事変時などには士官下士官ともども臨時にカーキ色に染め直すなどの措置がとられた。その後、1933年に褐青色と称する緑色の陸戦隊用被服が採用された。1942年には、陸戦服類似の褐青色被服が略装として陸戦隊以外の海軍部隊でも広く用いられるようになり、1944年8月には第三種軍装と称して常用化、大戦末期の1945年には海軍全体の陸戦隊化が進む中で、陸戦服を統合することとなった。第一次上海事変以降に使用するようになったヘルメット（九〇式鉄帽）は基本的に陸軍と同じものだったが、水筒などその他の装具は海軍独自のものが多い。ただし、装備の多くは陸軍のような長距離行軍などの本格的な野戦を想定した設計では無かった上、本格的な訓練が十分でない隊員も多かったため、戦闘においては多大な損害を生んだとされる。
特別陸戦隊の一部として設けられた空挺部隊用には、武器や服装で特殊なものがある（日本海軍空挺部隊#装備を参照）。
上陸用舟艇としては、第二次世界大戦期には陸軍開発の大発や小発を特型運貨船と称して装備している部隊があった。太平洋戦争中にはアメリカ海兵隊のLVTに相当する水陸両用車である特四式内火艇が少数配備された。さらに、海軍陸戦隊の編制内ではないものの、より大型の揚陸艦として、太平洋戦争直前に哨戒艇（旧式駆逐艦）を改装して大発発進用のスロープなど追加したほか、戦車揚陸艦型の第百一号型輸送艦を建造している。
なお、識別マークとしては「錨」の意匠がヘルメット（鉄帽）の帽章など各所に使用されたほか、車両には軍艦旗と同じ旭日旗が描かれていることが多い。部隊旗としては軍艦旗を用いる。

## 教育
日本海軍における下士官兵の陸戦教育は、海兵団での基礎教育として陸戦教練が一応行われていたが、小銃の射撃動作や行軍程度の初歩的なものであった。卒業近くには辻堂演習場などでの3日間の野外陸戦演習があったものの、実戦的な戦闘技術の習得というよりは、軍人としての組織規律・精神鍛練といった効果を期待する向きがあった。より本格的な陸戦教育は海軍砲術学校の課程で行われており、海兵団卒業後、砲術学校に普通科・高等科練習生として入学すれば受講することになった。普通科練習生の教科時数の1/3程度は陸戦に割り振られていた。高等科練習生になると、准士官である兵曹長養成課程としての実質があることから、小隊長級の陸戦指揮まで教育される。砲術学校卒業近くには、約一週間の陸戦演習が行われた。太平洋戦争（大東亜戦争）直前の1941年には、従来の砲術学校から分離独立した陸戦・対空専門の実施学校である館山砲術学校も設置された。
士官に対する陸戦教育は、兵科士官の基礎教育に盛り込まれており、兵学校と砲術学校での術科講習で中隊以下の小部隊運用を学んだ。海軍兵学校62期（1934年11月卒業）まで存在した砲術学校での術科講習では、練習生として在校中の下士官兵を教導部隊として利用し、実戦指揮の訓練を行った。さらに専門術科として砲術科に進んだ場合、砲術学校の高等科学生として対水上・対空の砲術と並んで陸戦の専門教育を受けることになった。砲術学校高等科学生は附属隊も含めた大隊級の陸戦指揮を学び、陸戦隊司令を務められる程度の知見を備えることになった。1918年（大正7年）以降は高等科卒業生を対象とした専攻科としても陸戦専攻も設置され、数年に1人採用程度の少数ながら陸戦専攻学生が存在した。1942年（昭和17年）時点では日本海軍全体で7人が陸戦専攻の修了者（陸戦マーク保持者）であった。太平洋戦争（大東亜戦争）中の1942年からは、館山砲術学校で兵科予備学生を対象に陸戦・陸上対空専修者の大量養成が行われた。砲術学校の陸戦術担当教官や陸戦専攻学生は、陸軍歩兵学校等に派遣されての教育も受けていた。なお、正規の陸戦専攻・専修者以外に、松本忠佐（海兵32期）や大田実（海兵41期）、安田義達（海兵46期）などの実質的に陸戦隊専門家と目された海軍士官も存在している。
特別陸戦隊の要員に対しては、小銃から戦車に至るまでの各種武器の取り扱い教育が幅広く行われていた。大発による上陸作戦の訓練もされている。ただ、各特別陸戦隊（大隊規模）ごとの運用を想定した訓練・研究にとどまり、それ以上の大規模な部隊行動の研究はあまり行われなかった。訓練期間も、太平洋戦争（大東亜戦争）初期の部隊で内地出発前1カ月程度の即成教育であった。
館山砲術学校には化学兵器科も設置され、化学戦教育も行われた。

## 主な戦歴

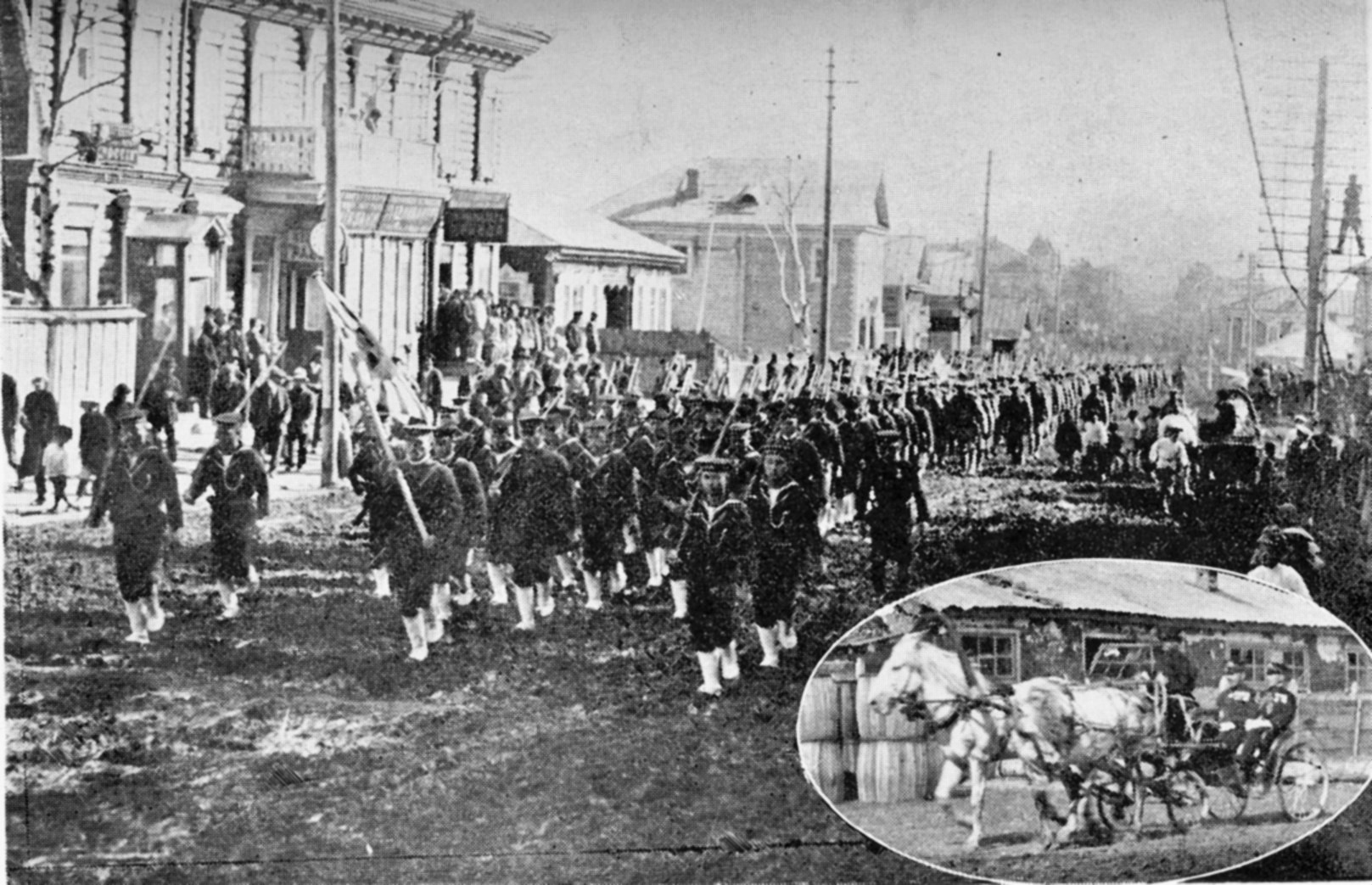
1918年9月、ニコラエフスクに上陸した陸戦隊。尼港事件で全滅する

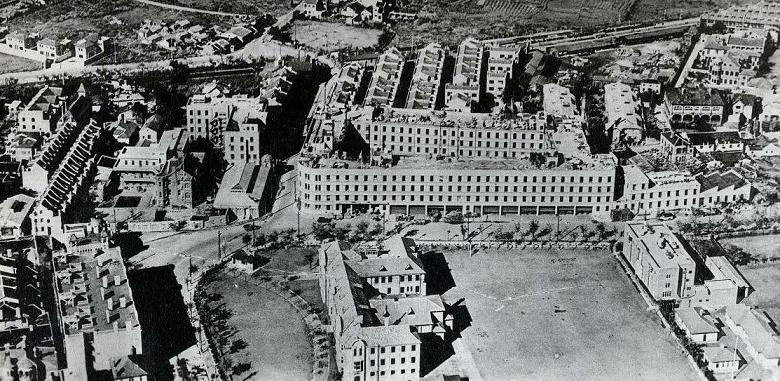
上海海軍特別陸戦隊本部。

特に太平洋戦争（大東亜戦争）では陸戦隊の戦闘は非常に多く、ここに掲げる以外にも多くが存在する。
- 旅順攻囲戦 - 日露戦争。海軍陸戦重砲隊が参加。
- 尼港事件 - ロシア内戦。邦人保護のため全滅するまで戦う。
- 第一次上海事変 / 第二次上海事変 - 上海海軍陸戦隊が少ない兵力での防衛戦に成功した。
- ウェーク島の戦い - 舞鶴第2特別陸戦隊などが海軍単独での上陸作戦を実施。占領には成功したが大損害を受けた。
- メナドの戦い - 横須賀第1特別陸戦隊（堀内豊秋中佐）の空挺部隊（空の神兵）などが参加。海軍単独での占領に成功。
- ラビの戦い（ミルン湾の戦い） - 呉第3及び第5特別陸戦隊や、佐世保第5特別陸戦隊などが次々と投入され、海軍単独での上陸作戦を行った。しかし、オーストラリア軍・アメリカ軍との交戦の結果、大損害を受けて敗退した。
- ブナ・ゴナの戦い - 横須賀第5特別陸戦隊（安田義達大佐）を中心に設営隊など900名が、ブナの防衛戦に参加した。陸軍部隊とともに長期の抵抗の末に全滅。安田大佐は陸戦専攻の海軍士官で、館山砲術学校の教頭を務めたこともあった。
- ラエ・サラモアの戦い - 最終的にサラワケット越えと呼ばれる撤退戦を行った。
- ニュージョージア島の戦い - 後日撤退に成功。
- フィンシュハーフェンの戦い - 海軍第85警備隊が本来の陸戦隊要員抜きで戦闘を行った。
- タラワの戦い / マキンの戦い - 第3特別根拠地隊（柴崎恵次少将）と隷下の佐世保第7特別陸戦隊が全滅。
- テニアンの戦い - 第56警備隊（大家吾一大佐）が戦闘を展開。
- マニラの戦い (1945年) - 第31特別根拠地隊（岩淵三次少将）基幹のマニラ海軍防衛隊が市街戦を展開。
- クェゼリンの戦い（1944年）-第4航空艦隊隷下、第六根拠地隊、第61警備隊が上陸してきたアメリカ軍に対し、防衛戦を展開。海軍陸戦隊所属の九四式軽装甲車や九七式軽装甲車、特二式内火艇が防衛に参加している。
- オルモック湾強行揚陸（1944年）-横須賀海軍陸戦隊の特二式内火艇10隻と陸戦兵約400名（伊藤大尉指揮）がレイテ島オルモックの陸軍の補給兼戦力増加を目的とし、二等輸送艦を使用し上陸するも、上陸時はすでにオルモックは米軍の手に落ちており、味方の誤射と信じて反撃しなかったため大損害を受けた。
- 硫黄島の戦い - 第27航空戦隊の市丸利之助少将の下、硫黄島警備隊のほか航空隊や設営隊を改編して戦闘。
- 沖縄戦 - 沖縄方面根拠地隊（大田実少将）指揮下の陸戦隊が参加。小銃が数人で1丁などの乏しい武装で戦闘した。大田少将の『沖縄県民斯ク戦ヘリ　県民ニ対シ後世特別ノ御高配ヲ賜ランコトヲ』の電文で有名である。
- 樺太の戦い
- 占守島の戦い - 第51、第52警備隊が戦闘を展開、上陸してきたソ連軍に対し、特二式内火艇を含む兵力が全力迎撃。

### 関わったとされる戦争犯罪
以下に海軍陸戦隊（根拠地隊含む）が関わったとされる戦争犯罪を挙げる。
- ポンティアナック事件 - 1943年、インドネシア。
- カビエン事件 - 1944年、ニューアイルランド島。
- デュエナス神父処刑事件 - 1944年、グアム。
- メリッソ村事件 - 1944年、グアム。
- 久米島守備隊住民虐殺事件 - 1945年。沖縄県久米島。
- 大船収容所事件 - 1942年～1945年。

## 登場作品
映画・テレビドラマ・映像作品
『上海陸戦隊』
上海特別陸戦隊を舞台とする戦争映画。

アニメ・漫画
『アニメンタリー決断』
第10話「海軍落下傘部隊」がメナド降下作戦を題材としている。
『コックピット・レジェンド』 - 「HARD METAL」
「ザ・コクピット」シリーズ、「戦場まんがシリーズ」続編の松本零士の作品。一〇〇式機関短銃を装備した海軍陸戦隊の架空の秘匿部隊（海軍コマンド）が登場する。
『タイガー陸戦隊』
海軍陸戦隊タイガー別動隊、通称「タイガー陸戦隊」が戦争末期の中国大陸で活躍する様子を描いた望月三起也のアクション漫画。
『桃太郎 海の神兵』
海軍陸戦隊落下傘部隊のメナド降下作戦を題材にした海軍省製作の国策アニメーション映画。
『幽霊艦長』 - 「白い旗」
水木しげるの漫画作品 。（ISBN 4480027572 ISBN 978-4480027573）

書籍・小説
『ゾンビサバイバルガイド』
ゾンビが存在する世界で書かれたゾンビ対策マニュアル、という設定の本。第7章「ゾンビ襲撃記録」に登場。1942年にカロリン諸島アトゥク島へと上陸した帝国海軍陸戦隊と、同島で陸戦隊が遭遇したゾンビとの架空の戦闘が記録された一遍が登場する。
『内地へよろしく』
久生十蘭による1944年の作品。（ISBN 4309413854 ISBN 978-4309413853）